# Aliou Mahamidou
Aliou Mahamidou (ur. 7 lipca 1936 lub 1947 w Tahoua, zm. 13 stycznia 1996 w Niamey) – nigerski ekonomista i polityk, premier Nigru w latach 1990–1991.
Wywodzi się z ludu Hausa. Ukończył studia ekonomiczne na Wybrzeżu Kości Słoniowej i w Rouen. Pracował następnie jako inżynier dla ministerstwa planowania i rozwoju. Po ukończeniu studiów z administracji został szefem departamentu finansowego w ministerstwie planowania. Od 1984 do 1985 był doradcą premiera, następnie kierował państwową fabryką cementu. Ze względu na protesty społeczne w marcu 1990 prezydent przywrócił stanowisko premiera, na które powołał Mahamidou jako skutecznego menedżera spoza głównego nurtu polityki. Objął jednocześnie tekę ministra spraw wewnętrznych. W 1991 został też pierwszym sekretarzem ds. ekonomicznych w partii Ruch Narodowy na rzecz Rozwijającego się Społeczeństwa. Za jego kadencji rozpoczął się proces demokratyzacji Nigru, wskutek którego został odwołany. Zmarł pięć lat później.